# خلف الخاطری
خلف الخاطری (عربی: خلف الخاطري؛ زادهٔ ۱ ژانویهٔ ۱۹۶۴) تیرانداز اهل عمان است. وی در بازی‌های المپیک تابستانی ۱۹۹۲ و ۱۹۹۶ شرکت کرده‌است.